# باتان كجرات
الباتان الكجراتيون هم مجموعة من البشتون. في أوقات مختلفة من التاريخ، استقر العديد من البشتون في منطقة كجرات في غرب الهند. وهم يشكلون الآن مجموعة متميزة من المسلمين الذين يتحدثون الكجراتية. وهم منتشرين في جميع أنحاء الولاية، ولكنهم يعيشون بشكل رئيسي في أحمد أباد وراجكوت وجوناجاد وسورات وبهافناغار وبانشاهال وكوث وكوثا وبورساد وخيدا وباناسكانثا وبهاروش وغانديهاغار وصاباركانثا وفادودارا ومحسانا. يتحدثون الكجراتية، مع العديد من الكلمات المستعارة من اللغة الهندية. وتضم القبائل الباتانية الشائعة مثل بابي أو باباي (قبيلة بشتونية) وخان وبنګش ودراني ويوسفزي.

## معرض صور

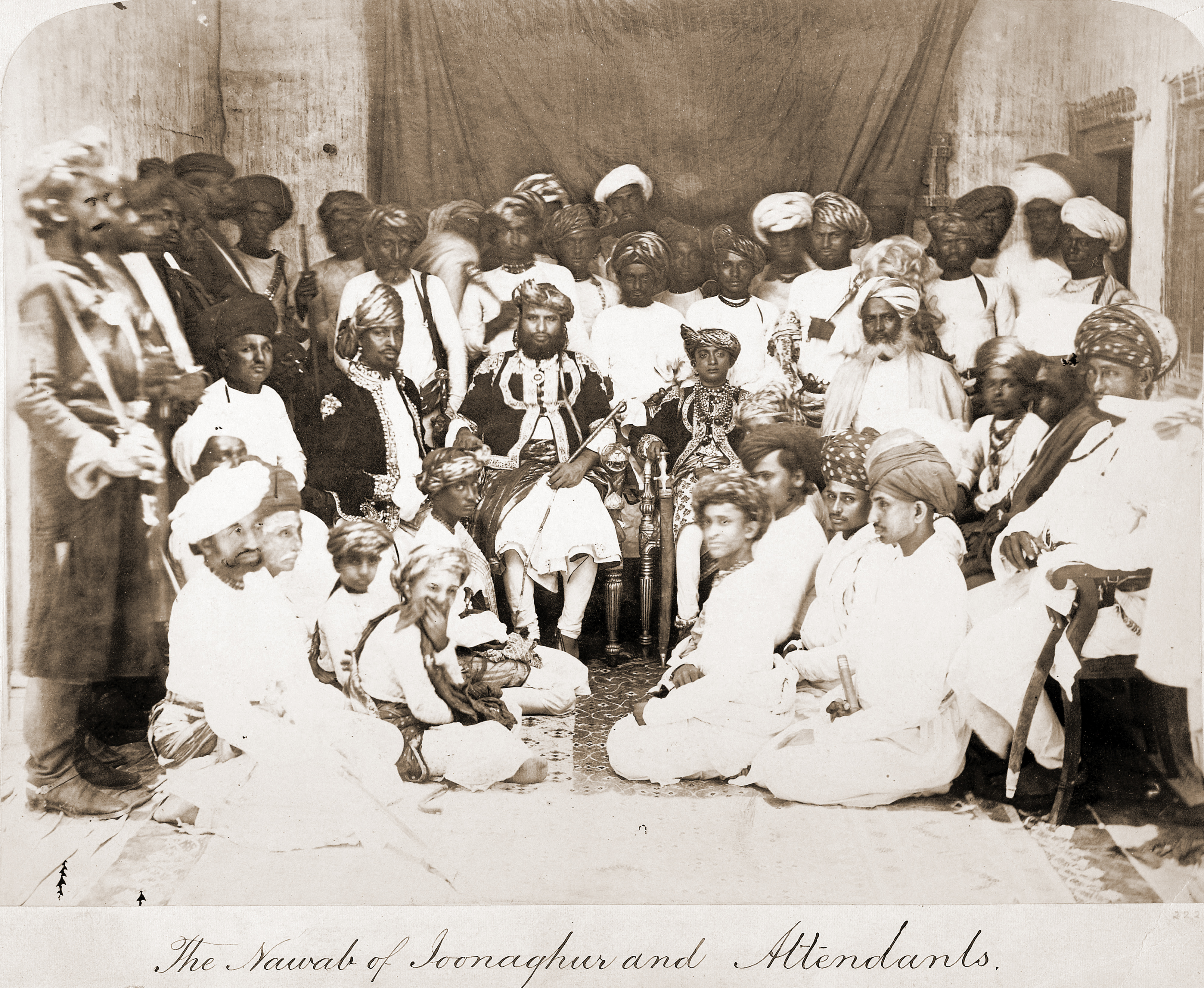
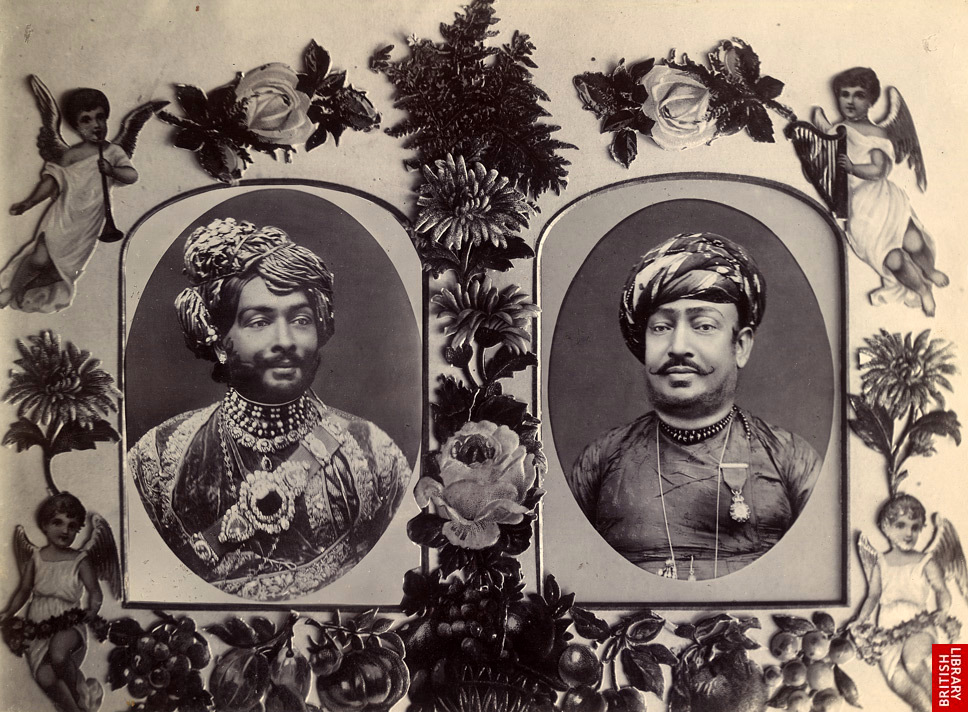
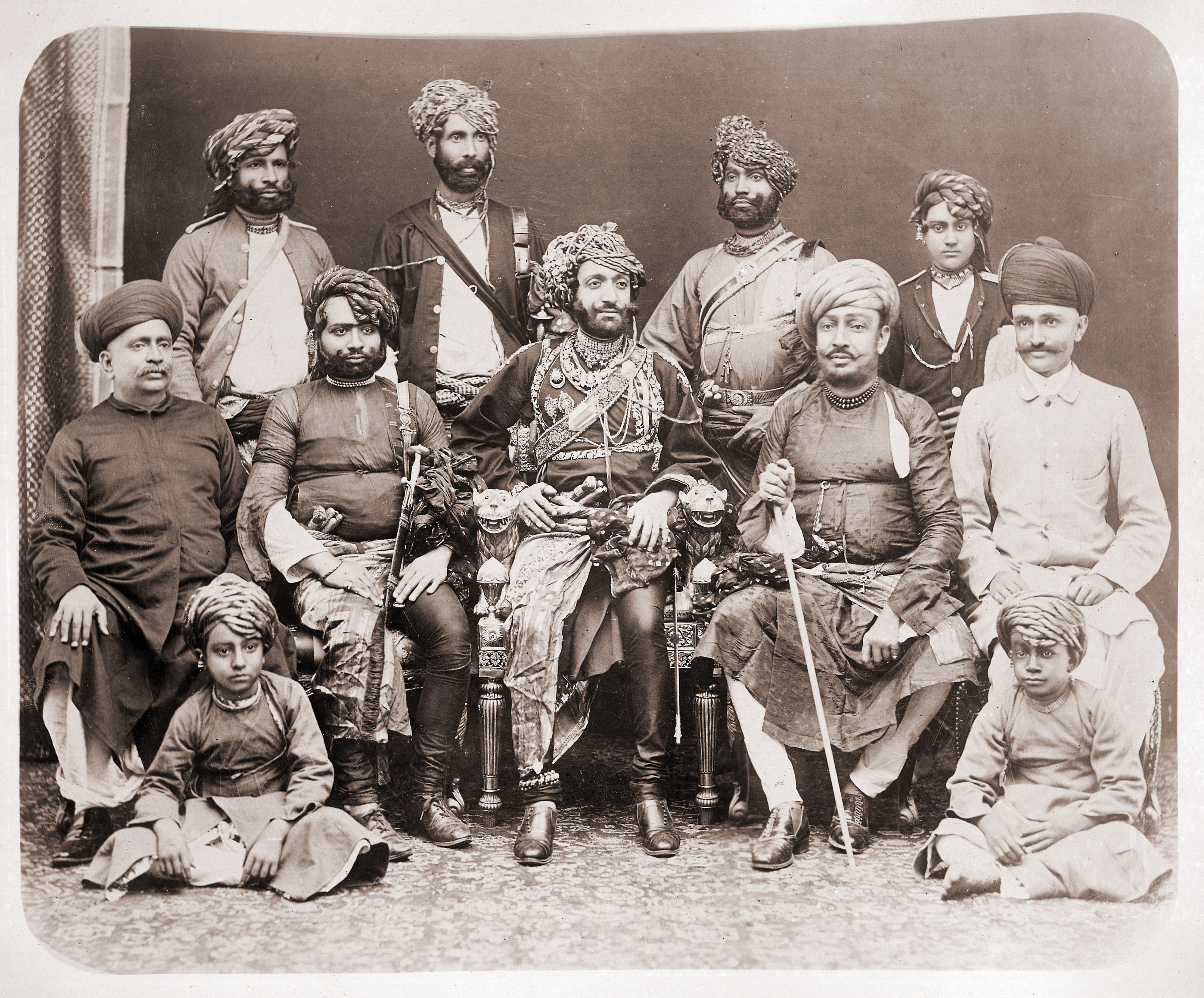